# جشنواره بین‌المللی فیلم مستند نیون
جشنواره بین‌المللی فیلم مستند نیون (انگلیسی: Visions du Réel) (چشم‌اندازهای واقعیت) یک جشنواره فیلم مستند بین‌المللی است که هر سال در ماه آوریل در نیون سوئیس برگزار می‌شود.